# Skenea nilarum
Skenea nilarum is een slakkensoort uit de familie van de Skeneidae. De wetenschappelijke naam van de soort is voor het eerst geldig gepubliceerd in 1996 door Engl.